# David Goldstein (apologista católico)
David Goldstein (27 de julho de 1870 em Londres, Inglaterra - 30 de junho de 1958 em Boston) foi um apologista cristão americano que se converteu do judaísmo à Igreja Católica Romana e fundou a organização Catholic Campaigners for Christ no início do século XX. Goldstein também foi um ex-organizador do Socialist Labour Party of America, que mais tarde se desencantou com o marxismo e trabalhou contra a disseminação do socialismo nos Estados Unidos.

## Vida anterior
Escrevendo em 1936, David Goldstein lembrou:
Nasci em Londres, Inglaterra, em 27 de julho de 1870, de pais judeus holandeses que se casaram em Londres. Eu tinha pouco mais de um ano quando, em 1871, meus pais vieram para os Estados Unidos para morar na cidade de Nova York. Dali - em 1888 - para Boston eles se mudaram, para morar lá até que fossem para sua recompensa eterna nos últimos dez anos... A pobreza era o destino do meu pai e da minha mãe. Eles lutaram por isso com coragem, com amor devotado um pelo outro e pelas crianças. Meus pais e seus quatro filhos tinham de se sustentar com os parcos ganhos que meu pai obtinha com longas horas de labuta no banco, fazendo charutos. Embora nascidos de pais judeus estritamente ortodoxos, eles, como a maioria dos judeus que frequentam a sinagoga, eram judeus de Rosh Hashanah e Yom Kippur. Assim, meu pai e minha mãe, durante minha infância, compareciam aos serviços da sinagoga naqueles dois principais feriados judaicos, "mesmo que apenas por causa das crianças", como costumam dizer pais e mães judeus.

## Socialista
Goldstein largou a escola aos onze anos e começou a trabalhar como stripper de tabaco. Sua verdadeira educação começou aqui, de seus colegas de trabalho, a pessoas como Samuel Gompers e Henry George, que o jovem Goldstein apoiou em sua corrida para prefeito da cidade de Nova York em 1886. Gompers continuaria sendo uma influência ao longo de sua vida.
Em 1888, a família de Goldstein mudou-se para Boston, Massachusetts, onde, inspirado por Looking Backward, de Edward Bellamy, ele decidiu trabalhar no trabalho organizado. Em seu sindicato local, Goldstein encontrou pela primeira vez o marxismo, que o atraiu muito. Em 1895, os pais de Goldstein ficaram horrorizados quando ele se juntou ao Socialist Labour Party of America. No entanto, seu talento como organizador logo o colocou na primeira página dos jornais de Boston e seus pais se orgulharam dele por esse motivo. Goldstein foi um candidato malsucedido a prefeito de Boston na eleição de dezembro de 1897 terminando com 1% dos votos.
Enquanto era socialista, Goldstein também conheceu Martha Gallison Moore Avery, que também foi influenciada por Bellamy e se tornou sua amiga e mentora por toda a vida. Em 1899, Goldstein tornou-se secretário da Boston School of Political Economy, instituição fundada por Avery.

## Desencanto com o socialismo
Em resposta às atividades do socialista cristão George D. Herron, Goldstein gradualmente se desencantou com o que considerava as implicações irreligiosas e imorais de uma sociedade marxista. Apesar de seu apego ao socialismo, Goldstein sempre acreditou fortemente nos valores familiares. Portanto, quando Rev. Herron abandonou sua esposa e filhos por outra mulher e começou a pregar o amor livre, Goldstein se tornou um dos críticos mais vocais do clérigo destituído.
No entanto, as bases do movimento socialista aplaudiram os ensinamentos de Herron, para desgosto e horror de Goldstein. Em 1902, Goldstein, Avery e um pequeno número de aliados propuseram uma moção na convenção socialista de Massachusetts para repudiar formalmente qualquer socialista que atacasse a religião, defendesse a violência ou o amor livre. Após a derrota desdenhosa da moção, Goldstein recusou-se a aceitar a derrota e continuou a fazer campanha pela mesma causa. No entanto, ele estava se tornando cada vez mais uma voz no deserto.
Em 1902, a tradução da crítica de Karl Marx à família e ao casamento não deixou Goldstein em dúvida sobre os objetivos reais da ideologia a que ele servia. Como resultado, ele e seus aliados renunciaram ao movimento socialista e se tornaram um fervoroso antimarxista. Com Martha Moore Avery, Goldstein publicou um livro, Socialism: The Nation of Fatherless Children, em 1903.
No início, a imprensa socialista tratou o trabalho com um apagão total da mídia. No entanto, quando foi citado favoravelmente por Theodore Roosevelt e altos funcionários da American Federation of Labor, o livro tornou-se um grande best-seller. Como resultado, Goldstein e Avery foram repetidamente difamados pela imprensa socialista e comparados a Judas Iscariotes. No mínimo, isso apenas fortaleceu sua decisão de defender seu país contra o que consideravam uma ideologia totalitária.
Logo depois, os dois decidiram se converter ao catolicismo; ela em 1904 e ele em 1905. Ambos se envolveram com o Padre Peter Dietz da Militia of Christ, um movimento para vacinar os trabalhadores católicos contra as invasões do socialismo e do comunismo no movimento sindical. Goldstein começou a usar a Boston School Political of Economy para divulgar sua oposição ao socialismo e ao comunismo. Como um socialista e um judeu que se converteu ao catolicismo, Goldstein rapidamente se tornou uma sensação nos círculos católicos e se tornou um palestrante proeminente nos Estados Unidos para a Militia of Christ.
Goldstein também se envolveu profundamente na evangelização dos judeus, sendo autor de vários livros e folhetos proeminentes projetados para serem usados por apologistas cristãos que trabalhavam com judeus. Ele fundou o Catholic Truth Guild em 1917 junto com Martha Moore Avery. Em 1936, ele fundou a organização Catholic Campaigners for Christ. Ele dedicou seu livro de 1934, Campaigners for Christ, aos Cavaleiros de Colombo, apoiadores de seu trabalho.

## Citação
- "Demorou algum tempo para compreender - ser simpático ao socialismo - que os socialistas conseguem fazer 'mentes socialistas' principalmente por retratar constantemente a miséria dos pobres e a ganância dos ricos; por continuamente condenar todas as coisas que encontram a insatisfação em as mentes dos trabalhadores, seja o descontentamento racional ou ridículo, aumentando a desaprovação ou condenação do caráter, trabalho ou propostas de funcionários sindicais que têm que enfrentar questões práticas e as responsabilidades dos conflitos das organizações trabalhistas. Ao mesmo tempo, os socialistas levam adiante suas proposições abstratas atraem aqueles idealistas cujas imagens são efêmeras e caem na confusão, como uma casa de bebê feita de blocos, quando o toque do bom senso do mundo real de conflito e tensão é aplicado a eles; pois a natureza humana é o que é e não o que os idealistas socialistas invocam em seus pensamentos sentimentais doentios."[7]

## Escritos
- Suicide Bent: Sangerizing Mankind. St. Paul: Radio Replies Press, 1945.
- Jewish Panorama. Boston: Catholic Campaigners for Christ, 1940.
- Letters, Hebrew-Catholic, to Mr. Isaacs. St. Paul: Radio Replies Press, 1943.
- What Say You? St. Paul: Radio Replies Press, 1945.
- Socialism: The Nation of Fatherless Children. (With Martha Moore Avery). Boston School of Political Economy, 1903.
- Bolshevism: its Cure, Boston School of Political Economy, 1919.
- The Autobiography of a Campaigner for Christ, Boston, Catholic Campaigners for Christ, 1936.